# Albert Herzfeld
Albert Herzfeld (geboren 19. August 1865 in Düsseldorf; gestorben 12. Februar 1943 im KZ Theresienstadt) war ein deutscher Maler und Autor.

## Leben
Herzfeld, der jüdischer Abstammung war, war der Sohn des größten Textilfabrikanten in Düsseldorf, des Eigentümers der Firma J. Herzfeld und Söhne. Auf der Kunstgewerbeschule Düsseldorf erhielt er eine künstlerische Ausbildung. Bis 1905 arbeitete er in der Textilfirma seines Vaters, trat dann aus dem Familienunternehmen aus und betätigte sich fortan als freischaffender Maler in Düsseldorf. Für seine über 30-jährige Mitgliedschaft im Düsseldorfer Künstlerverein Malkasten erhielt er 1935 zu seinem siebzigsten Geburtstag „in einem sehr liebevollen Schreiben“ die Glückwünsche von dessen Vorsitzenden Otto Ackermann, was diesen gleichwohl nicht hinderte, ihn sechs Wochen später mit acht weiteren „nicht-arischen“ Mitgliedern aus der Mitgliederliste zu streichen. 1938 erhielt er Malverbot durch den Präsidenten der Reichskammer der Bildenden Künste. Herzfeld war mit Else Volkmar, geboren am 10. Juni 1882 in Berlin, verheiratet, einer Tochter des Schwagers von Paul Deussen, der ein Schopenhauer-Porträt Herzfelds besaß.

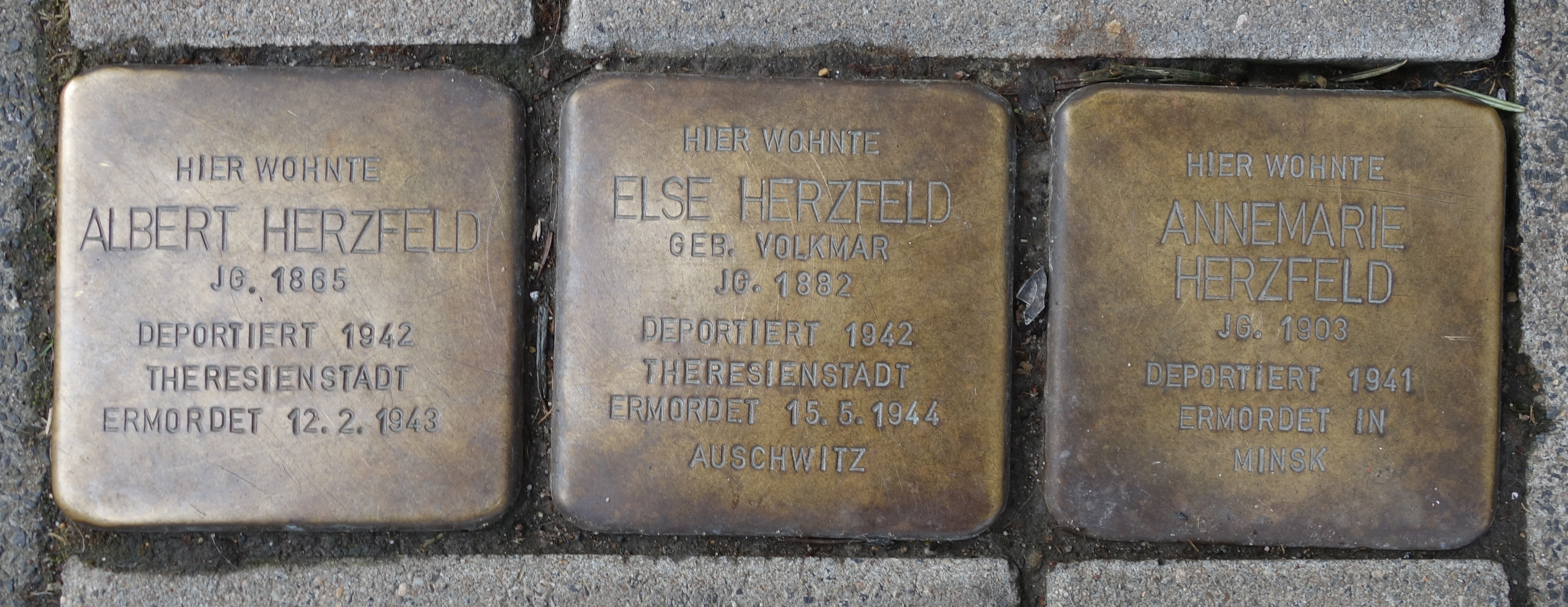
Stolpersteine Albert, Else und Annemarie Herzfeld, vor dem Haus Feldstraße 37 in Pempelfort

Herzfeld und seine Frau wurden 1942 von Düsseldorf in das Ghetto Theresienstadt deportiert, wo er im folgenden Jahr starb. Die Tochter Annemarie (geb. 12. Januar 1903) wurde am 10. November 1941 nach Minsk deportiert und später für tot erklärt. Das Wohnhaus der Herzfelds in der Feldstraße 37, dessen Eigentümer er war, wurde geplündert; dabei ging ein Teil des Nachlasses von Paul Deussen verloren.
Seine Tagebücher aus den Jahren 1935 bis 1939 liefern detaillierte Informationen über die sich verschlimmernde Situation der Jüdischen Gemeinde Düsseldorfs.